# Vila Nova de São José del-Rei
A Vila Nova de São José del-Rei foi uma vila localizada no atual estado do Rio de Janeiro, que existiu entre 1772 e 1833. Fundado em 26 de agosto de 1579 por Salvador Correia de Sá como um aldeamento jesuítico chamado de São Barnabé, teve seu nome alterado em 1772, ano em que a aldeia foi elevada a vila.

## História
A aldeia de São Barnabé foi criada por Salvador Correia de Sá em 26 de agosto de 1579, com a intenção de abrigar e catequizar indígenas da região, que incluíam Tamoios e Tupinambás que viviam na região, além de alguns provenientes da aldeia de São Lourenço, criada por Arariboia.
A aldeia era semi-nômade, e teve como sua primeira localização em Cabuçu. Ela se aproximou mais de Santo Antônio de Sá em 1584, variando de localidade na região nos anos seguintes. Em 1772, a Aldeia de São Barnabé é elevada a vila e alterou o seu nome para Vila Nova de São José del-Rei, incorporando também a freguesia de Nossa Senhora do Desterro de Itambi.
Como resultado das febres de Macacu, a vila foi extinta pelo decreto de 15 de janeiro de 1833, sendo incorporada a recém criada vila de São João de Itaboraí. O curato permaneceu existindo até 1840, quando foi incorporado a freguesia de Itambi, onde atualmente se localiza a Igreja de São Barnabé.